# Premier Division (1985/1986)
Premier Division (1985/1986) – był to 89. sezon szkockiej pierwszej klasy rozgrywkowej w piłce nożnej. Sezon rozpoczął się 10 sierpnia 1985, a zakończył się 3 maja 1986. Brało w niej udział 10 zespołów, które grały ze sobą systemem „każdy z każdym”. Tytułu mistrzowskiego nie obroniło Aberdeen. Nowym mistrzem Szkocji został Celtic, dla którego był to 34. tytuł mistrzowski w historii klubu. Tytuł króla strzelców zdobył Ally McCoist, który strzelił 24 bramki.

## Zasady rozgrywek
W rozgrywkach brało udział 10 drużyn, walczących o tytuł mistrza Szkocji w piłce nożnej. Każda z drużyn rozegrała po 4 mecze ze wszystkimi przeciwnikami (razem 36 spotkań).

## Drużyny
| Uczestnicy poprzedniej edycji                                                                                 | Uczestnicy poprzedniej edycji | Uczestnicy poprzedniej edycji | Uczestnicy poprzedniej edycji |
| --- | ----------------------------- | ----------------------------- | ----------------------------- |
| ABR | Aberdeen                      | 1                             |                               |
| CEL | Celtic                        | 2                             |                               |
| DNU | Dundee United                 | 3                             |                               |
| RAN | Rangers                       | 4                             |                               |
| STM | St. Mirren                    | 5                             |                               |
| DNE | Dundee                        | 6                             |                               |
| HRT | Heart of Midlothian           | 7                             |                               |
| HIB | Hibernian                     | 8                             |                               |
| Awans z Scottish First Division 1984/1985                                                                     |                               |                               |                               |
| MTH | Motherwell                    | 1                             |                               |
| CLB | Clydebank                     | 2                             |                               |
| Oznaczenia: - kolumna pierwsza – skróty nazw drużyn, - kolumna trzecia – miejsce zajęte w poprzednim sezonie. |                               |                               |                               |

## Stadiony
| Miasto     | Stadion             | Klub                | Pojemność |
| ---------- | ------------------- | ------------------- | --------- |
| Aberdeen   | Pittodrie Stadium   | Aberdeen            | 20 866    |
| Clydebank  | Kilbowie Park       | Clydebank           | 14 900    |
| Dundee     | Dens Park           | Dundee              | 11 856    |
| Dundee     | Tannadice Park      | Dundee United       | 14 223    |
| Edynburg   | Tynecastle Stadium  | Heart of Midlothian | 20 099    |
| Edynburg   | Easter Road Stadium | Hibernian           | 17 536    |
| Glasgow    | Celtic Park         | Celtic              | 80 000    |
| Glasgow    | Ibrox Stadium       | Rangers             | 80 000    |
| Motherwell | Fir Park            | Motherwell          | 13 742    |
| Paisley    | St. Mirren Park     | St. Mirren          | 10 800    |

## Tabela końcowa
| Lp. | Drużyna             | M  | Z  | R  | P  | Bramki | Bramki | Różn. | Pkt | Uwagi                          |
| --- | ------------------- | -- | -- | -- | -- | ------ | ------ | ----- | --- | ------------------------------ |
| 1   | Celtic (M)          | 36 | 20 | 10 | 6  | 67     | 38     | +29   | 50  | Puchar Europy • 1R             |
| 2   | Heart of Midlothian | 36 | 20 | 10 | 6  | 59     | 33     | +26   | 50  | Puchar UEFA • 1R               |
| 3   | Dundee United       | 36 | 18 | 11 | 7  | 59     | 31     | +28   | 47  | Puchar UEFA • 1R               |
| 4   | Aberdeen (P)        | 36 | 16 | 12 | 8  | 62     | 31     | +31   | 44  | Puchar Zdobywców Pucharów • 1R |
| 5   | Rangers             | 36 | 13 | 9  | 14 | 53     | 45     | +8    | 35  | Puchar UEFA • 1R               |
| 6   | Dundee              | 36 | 14 | 7  | 15 | 45     | 51     | −6    | 35  |                                |
| 7   | St. Mirren          | 36 | 13 | 5  | 18 | 42     | 63     | −21   | 31  |                                |
| 8   | Hibernian           | 36 | 11 | 6  | 19 | 49     | 63     | −14   | 28  |                                |
| 9   | Motherwell          | 36 | 7  | 6  | 23 | 33     | 66     | −33   | 20  |                                |
| 10  | Clydebank           | 36 | 6  | 8  | 22 | 29     | 77     | −48   | 20  |                                |

## Wyniki spotkań

### Mecze 1–18
| Gospodarz \ Gość    | ABR | CEL | CLB | DNE | DNU | HRT | HIB | MTH | RAN | STM |
| Aberdeen            |     | 4:1 | 3:1 | 4:1 | 3:2 | 3:0 | 3:0 | 1:1 | 1:0 | 1:1 |
| Celtic              | 2:1 |     | 2:0 | 2:1 | 0:3 | 0:1 | 1:1 | 2:1 | 1:1 | 2:0 |
| Clydebank           | 2:1 | 0:2 |     | 4:0 | 1:2 | 1:0 | 2:4 | 1:1 | 0:1 | 1:1 |
| Dundee              | 1:3 | 0:2 | 2:0 |     | 0:3 | 1:1 | 1:0 | 3:1 | 3:2 | 2:1 |
| Dundee United       | 1:1 | 1:0 | 2:1 | 2:0 |     | 1:1 | 2:2 | 3:0 | 1:1 | 5:0 |
| Heart of Midlothian | 1:0 | 1:1 | 4:1 | 1:1 | 2:0 |     | 2:1 | 3:0 | 3:0 | 3:0 |
| Hibernian           | 1:1 | 0:5 | 5:0 | 2:1 | 0:1 | 0:0 |     | 1:0 | 1:3 | 2:3 |
| Motherwell          | 1:1 | 1:2 | 0:0 | 1:3 | 0:1 | 2:1 | 2:0 |     | 0:3 | 3:1 |
| Rangers             | 0:3 | 3:0 | 0:0 | 0:1 | 1:0 | 3:1 | 1:2 | 1:0 |     | 3:0 |
| St. Mirren          | 1:0 | 1:2 | 0:2 | 1:0 | 1:0 | 6:2 | 1:3 | 4:1 | 2:1 |     |

Źródło: SPFL.co.uk
Objaśnienia:
1Drużyna gospodarzy jest wymieniona po lewej stronie tabeli.
Kolory: zielony – zwycięstwo gospodarzy, żółty – remis, różowy – zwycięstwo gości.

### Mecze 19–36
| Gospodarz \ Gość    | ABR | CEL | CLB | DNE | DNU | HRT | HIB | MTH | RAN | STM |
| Aberdeen            |     | 0:1 | 4:1 | 0:0 | 0:1 | 0:1 | 4:0 | 3:2 | 1:1 | 3:1 |
| Celtic              | 1:1 |     | 2:0 | 2:1 | 1:1 | 1:1 | 2:0 | 3:2 | 2:0 | 1:1 |
| Clydebank           | 0:6 | 0:5 |     | 0:0 | 1:1 | 1:1 | 1:3 | 1:1 | 2:1 | 0:2 |
| Dundee              | 0:0 | 1:3 | 4:0 |     | 0:1 | 2:0 | 3:1 | 4:0 | 2:1 | 3:1 |
| Dundee United       | 2:1 | 4:2 | 4:0 | 0:0 |     | 0:3 | 4:0 | 4:0 | 1:1 | 1:2 |
| Heart of Midlothian | 1:1 | 1:1 | 1:0 | 3:1 | 1:1 |     | 3:1 | 2:0 | 3:1 | 3:0 |
| Hibernian           | 0:1 | 2:2 | 2:3 | 1:0 | 1:2 | 1:2 |     | 4:0 | 1:1 | 3:0 |
| Motherwell          | 0:1 | 0:2 | 3:0 | 2:2 | 2:0 | 1:3 | 3:1 |     | 1:0 | 1:2 |
| Rangers             | 1:1 | 4:4 | 4:2 | 5:0 | 1:1 | 0:2 | 3:1 | 2:0 |     | 2:0 |
| St. Mirren          | 1:1 | 0:5 | 3:0 | 1:2 | 1:1 | 0:1 | 0:2 | 1:0 | 2:1 |     |

Źródło: SPFL.co.uk
Objaśnienia:
1Drużyna gospodarzy jest wymieniona po lewej stronie tabeli.
Kolory: zielony – zwycięstwo gospodarzy, żółty – remis, różowy – zwycięstwo gości.